# Kuhnagel
Mit Kuhnagel (schweizerdeutsch: Chuenagel, auch Chunagel, Unagel, Unigler, Hornagel, Hurnagel, Hurnigel) wird in der Schweiz eine schmerzhafte leichte Erfrierung an Fingern und Zehen bezeichnet.
Der Kuhnagel (als Verb kuhnageln bzw. chuenagle, unigle, hurnigle und ähnlich) äussert sich als stechender Schmerz, der dadurch hervorgerufen wird, dass durch die Kälte kontrahierte Blutgefässe ungenügend mit Blut versorgt werden und zu schnell wieder aufgewärmt werden.
Etymologisch gesehen hat Kuhnagel nichts mit Kuh oder Nagel zu tun. Das Grundwort geht auf Agle in der Bedeutung Stachel zurück. Das Bestimmungswort Chue- ist unklar. Laut einer Meinung soll es eine Abwandlung von Horn (vgl. die ebenfalls belegte Variante Hornagel) sein und sich dabei auf den Fingernagel beziehen, die Bedeutung wäre damit «Nagelstechen, Nagelschmerz». Nach einer anderen Meinung sei es verwandt mit kühn und bezeichne damit eine Verstärkung im Sinne von sehr; die Bedeutung wäre in dem Fall «starkes Stechen».